# Georg Scheuer

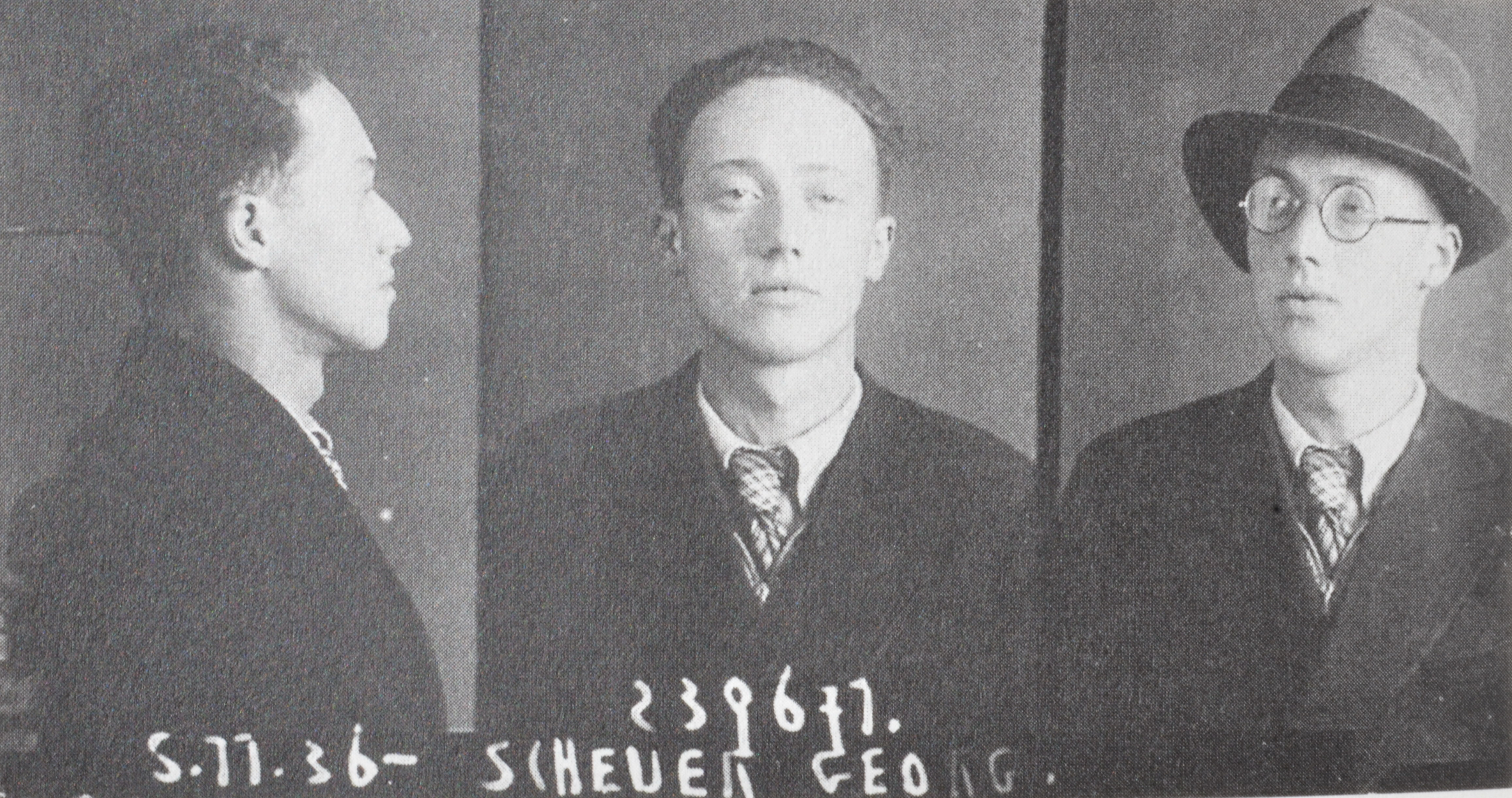
Georg Scheuer, Foto der österreichischen Staatspolizei, 5. November 1936

Georg Scheuer (auch Georges Scheuer; 8. Dezember 1915 in Wien – 15. September 1996 ebenda) war ein österreichischer Widerstandskämpfer gegen den Nationalsozialismus, Journalist und Publizist.

## Leben

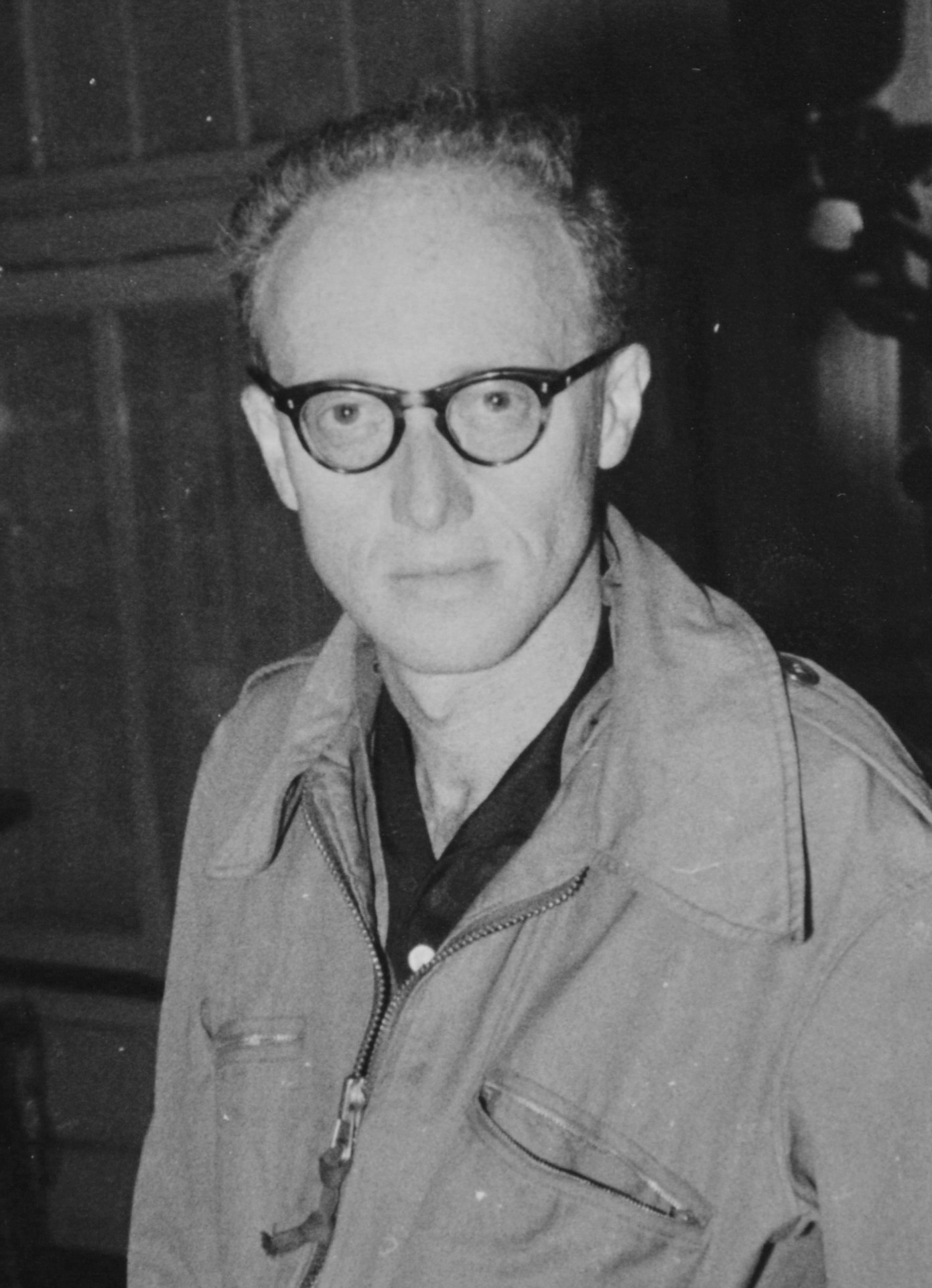
Georg Scheuer 1955

Georg Scheuer wurde 1915 in Wien als Sohn von Heinrich Scheuer, einem Redakteur der Amtlichen Nachrichtenstelle (ANA) in Wien, und dessen Frau Alice, geborene Leimdörfer aus Temesvár, geboren. Scheuer, mit Spitznamen „Roter Hansl“ genannt, wurde früh Mitglied beim Verband Sozialistischer Mittelschüler (VSM) und bei der Sozialistischen Arbeiterjugend (SAJ), war 1930 Gruppenführer bei den Roten Falken und wechselte 1931 zum Kommunistischen Jugendverband der KPÖ. 1935 gründete er die trotzkistischen Revolutionären Kommunisten Österreichs (RKÖ). Im November 1936 wurde Scheuer verhaftet, im Wiener Trotzkistenprozess 1937 zur Strafe des schweren Kerkers in der Dauer von fünf Jahren, verschärft durch einen Fasttag vierteljährlich, verurteilt, und war bis zu einer Generalamnestie im Februar 1938 im Gefängnis.
Im September 1938 bildete er mit seinem Freund, dem RKÖ-Mitglied Karl Fischer, die österreichische Delegation bei der Gründung der Vierten Internationale in Paris; beide stimmten dort aber gegen die Proklamation der Internationale, da sie die Weltlage anders einschätzten. In der Folge trennten sich die Revolutionären Kommunisten Österreichs auch organisatorisch von der Vierten Internationale und begannen, die Einschätzungen der Internationale und Trotzkis zu kritisieren.
In Wien ahnte Scheuer die kommende Machtübernahme der Nationalsozialisten in Österreich und reiste nach Tschechien und später nach Frankreich, wo er bei Kriegsbeginn im Camp des Milles interniert wurde. 1940 floh er nach Montauban in das unbesetzte Frankreich und war bis 1944 mit einer Gruppe der Revolutionären Kommunisten (RK) in der Résistance aktiv. 1943 konnten sie in einer spektakulären Kommandoaktion in Marseille die ein Jahr zuvor inhaftierte RK-Aktivistin Melanie Berger befreien. Die Mitglieder der RK, unter denen sich auch ein Wehrmachtsoldat befand, gaben sich dabei als Nazi-Funktionäre aus.
Scheuers Eltern wurden 1942 von den Nationalsozialisten in das Vernichtungslager Maly Trostinez deportiert und am 26. Mai 1942 ermordet. Zu ihrer Erinnerung wurde die Wohnanlage der Stadt Wien in der Neulinggasse 39 (erbaut in den 1930er Jahren, Architekt Armand Weiser) – im Rahmen der Aktion Steine des Gedenkens – im Sommer 2008 in Alice-und-Heinrich-Scheuer-Hof umbenannt.
Nach dem Zweiten Weltkrieg blieb Georg Scheuer in Frankreich und arbeitete vor allem in Paris als Journalist und Korrespondent diverser Zeitungen, u. a. der Arbeiter-Zeitung.
Für die letzten Jahre seines Lebens kehrte er mit seiner Frau, der Publizistin, Journalistin und Übersetzerin Christa Scheuer-Weyl (1941–2006), von Frankreich nach Österreich zurück und wohnte bis zu seinem Tod in Wien.
Er ist im Urnenhain der Feuerhalle Simmering in Wien bestattet. Sein Grab zählt zu den ehrenhalber gewidmeten bzw. ehrenhalber in Obhut genommenen Grabstellen der Stadt Wien (Zentralfriedhof Krematorium, Abt. 8, Ring 3, Gruppe 8, Nr. 6).

## Publikationen

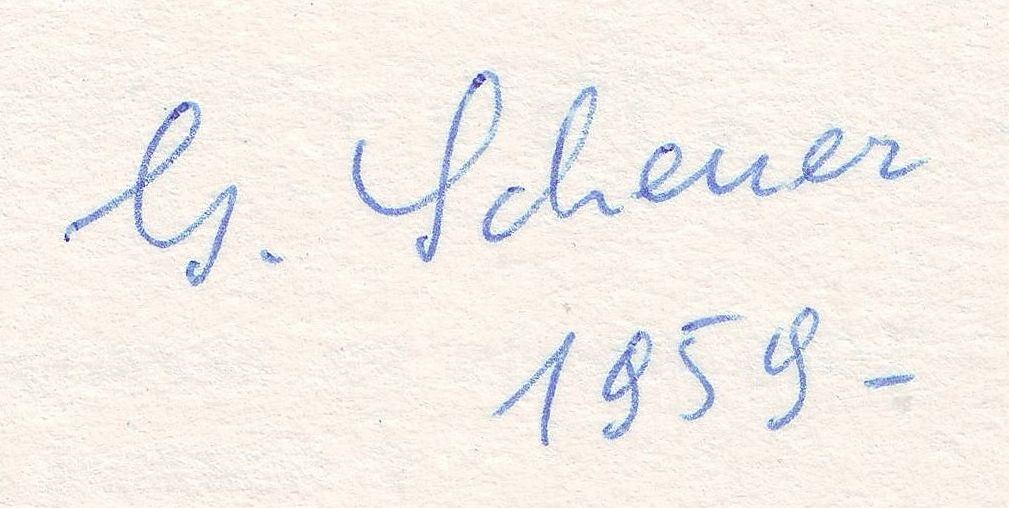
Unterschrift Georg Scheuer

- Von Lenin bis ...? Die Geschichte einer Konterrevolution. Verlag nach Dietz, Berlin 1957, DNB 454336969.
- Marianne auf dem Schafott. Frankreich zwischen gestern und morgen. Europa Verlag, Wien 1966, DNB 458831093.
- Oktober 1917. Die russische Revolution. J. H. W. Dietz Nachf., Hannover 1967, DNB 458831107
- Genosse Mussolini? Wurzeln und Wege des Ur-Fascismus. Geschichte 1915-1945, Verlag für Gesellschaftskritik, Wien 1985, ISBN 3-900351-48-1.
- Nur Narren fürchten nichts. Szenen aus dem Dreißigjährigen Krieg 1915-1945. Verlag für Gesellschaftskritik, Wien 1991, ISBN 3-85115-133-X.
- Vorwärts – und schnell vergessen? Jahrhundert zwischen Traum und Trauma. Mit einem Vorwort von Heinz Fischer, Picus, Wien 1992, ISBN 3-85452-236-3.
- Mussolinis langer Schatten. Marsch auf Rom im Nadelstreif. Geschichte 1946-1996, Neuer ISP-Verlag, Köln 1996, ISBN 3-929008-84-X.
- Seuls les fous n'ont pas peur. Ed. Syllepse, Collection Utopie critique, traduit par Geneviève Hess et Christa Scheuer-Weyl, Paris 2002, ISBN 2-913165-62-1.